# سوزن‌بان

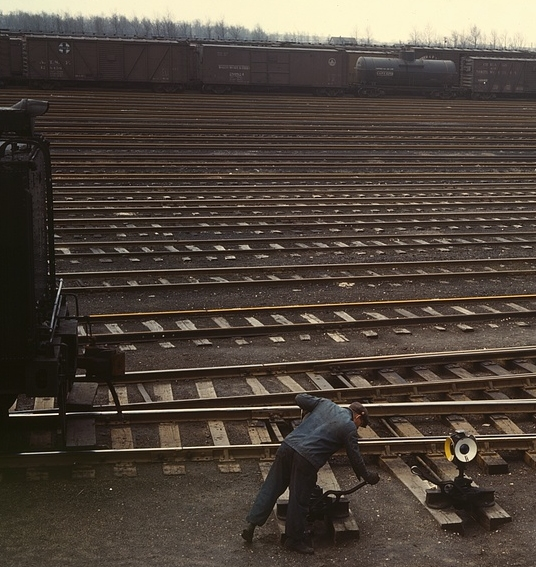
سال ۱۹۴۳. سوزن‌بانی در شهرستان پروویزو ایالت ایلینوی آمریکا

مأموری فنی و عملیاتی  در راه آهن که مسئولیت تغییر مسیر سوزن ریل و مسیر دهی به قطار  ‌را برعهده دارد سوزن‌بان (switchman) یا بهره‌بردار ایستگاه نامیده می‌شود. (سوزن وسیله‌ای برای تغییر ریل از یک خط برای حرکت قطار به خط دیگر می‌باشد.)
معنی لغوی:
وجهه تسمیه کلمه سوزنبان و شیوه تشکیل این کلمه در زبان فارسی تا حدودی ناشناخته است این کلمه جایگزین (switchman) است. هرچند احتمال دارد این کلمه قبل از تاسیس راه آهن سراسری و در راه آهن های دیگری که در ایران وجود داشته کاربرد لغوی داشته است. واژه سوزنبان به احتمال زیاد ترکیبی از واژه های «سو» به معنی جهت و  «زن» بن مضارعِ زدن (در ترکیب با کلمه دیگر: پنبه‌زن، دف‌زن، شمشیرزن) و «بان» که پسوند است و هنگام ترکیب با کلمه دیگر به معنی پاییدن کار یا چیزی استعمال می شود (در زبان پهلوی پان و در اوستا و سانسکریت پانه به معنی محافظ و نگهبان از مصدر پا به معنی پاییدن است) این لغت در همان ابتدای تاسیس راه آهن سراسری وجود داشته به طور نمونه در کتاب آئین نامه علامات - چاپ سال1320 خورشیدی در صفحه ۱۰ از کلمه دو راهی برای دستگاه سوزن و در صفحه ۵۰ کلمه سوزنبان استفاده شده است.
سوزن‌بان در ایستگاه راه آهن موظف است در ساعات ورود و خروج قطار (طبق برنامه حرکتی قطار ها) و هنگام مانور قطار (عملیات تنظیم و تشکیل و تفکیک قطار) قطار را به خط مورد نظر که امضا کرده و خطوط اعلامی هدایت نماید. که این امر برای رساندن قطارها به مقصد اصلی اهمیت کلیدی دارد. از این رو سوزنبانی از مشاغل مهم و حساس راه اهن بوده که نیاز به اگاهی کامل مامور در هنگام انجام کار دارد. در راه اهن ایران سوزنبان زیر مجموعه اداره سیر و حرکت راه اهن ، رسته آن فنی و‌مهندسی و رشته شغلی آن بهره بردار ایستگاه می‌باشد.
از دیگر وظایف سوزنبان میتوان به بازدید از سوزن های ایستگاه هنگام تحویل گرفتن کشیک اشاره کرد که در صورت وجود نقص و یا عیبی در سوزن های ایستگاه میبایست مراتب را به اطلاع مسئول وقت ایستگاه برساند ، همچنین اطمینان از توقف کامل واگن ها بوسیله ترمز دستی و کفش خط در هردوسمت واگن های متوقف و دگاژ بودن واگن ها و سایر وسایل نقلیه متوقف در ایستگاه از دیگر وظایف سوزنبان میباشد (ماده ۲_۲۷ مقررات عمومی سیروحرکت).
علاوه بر این، سوزنبان موظف است هنگام ورود و خروج قطار وضعیت سلامت فنی قطار از جهت وجود علامت انتها و صحت باربندی و سلامت و وجود تامپون ها و همچنین سلامت سر محور و یاتاقان ها را بازدید و در صورت وجود هرگونه مشکل ضمن توقف دادن به قطار مراتب رو به مسئول کشیک اطلاع دهد. 
در مناطق مه‌آلود برخی کشورها علائم همچون سایر مناطق، الکتریکی نیست و سوزن‌بان باید با توجه به میله راهنمایی که به لوکوموتیوران داده می‌شود مسیر خطوط قطار را تغییر دهد. در این موارد سوزن‌بان باید مسیرهای گاه طولانی را در شرایط بد جوی برای انجام تغییر ریل به وسیله میله راهنما طی کند.از سوزن‌بانی می‌توان به شغل‌های ‌بالاتر مانند مسئول مانور، متصدی ترافیک، رئیس قطار و غیره ارتقا پیدا کرد.
با ورودسیستم علائم الکتریکی به راه اهن دنیاوبخش اعظمی از راه اهن ایران و جایگزینی سوزن های الکتریکی باسوزن های دستی امکان تعویض مسیر سوزن ها و تنظیم مسیر ورود وخروج قطار از طریق پانل فرماندهی موجود در دفتر ترافیک ایستگاه ها نیاز به حضور سوزنبان در محل سوزن نمیباشد   و عملیات قبول و اعزام وسایل نقلیه ریلی توسط پانل فرماندهی و توسط مامورین ترافیک (مسئول و متصدی ترافیک ) انجام‌ میگرد،اما با توجه مشکلات و امکان خرابی و نقص در سیستم علائم الکتریکی که ممکن است منجر به تاخیر و خلل در عبور و مرور وسائل نقلیه ریلی وحتی سوانح ریلی شود ، و همچنین بازدید قطار ها در ورودی و خروجی ایستگاه ها وجود سوزنبان همچنان در ایستگاه از ملزومات میباشد،تا در مواقع نقص در سیستم علائم الکتریکی از جمله خرابی سوزن ، خرابی سیگنال ها و... در محل سوزن حاضر بوده و تا رفع نقص وخرابی سیستم علائم الکتریکی‌‌بااستفاده از ابزارهای خاصی که در نظر گرفته شده( هندل مخصوص،کلید SA ) سوزن الکتریکی را با هماهنگی مامور ترافیک به صورت دستی در جهت مورد نظر تغییر داده واجازه ورود‌ وخروج وسایل نقلیه را به ایستگاه با استفاده علایم دستی که در اختیار دارد (از جمله پرچم سبز در روز و چراغ سبز در شب) صادر نماید.  قطارها مانند هواپیماها دارای جعبه سیاه هستند. پس از بروز سوانح ریلی، مستنداتی که در جعبه سیاه قطار کشف شده با گفته‌های راننده قطار و سوزن‌بان مقایسه می‌شود.